# Contea di Polk (Arkansas)
La contea di Polk, in inglese Polk County, è una contea dello Stato dell'Arkansas, negli Stati Uniti. La popolazione al censimento del 2000 era di 20 229 abitanti. Il capoluogo di contea è Mena.

## Storia
La contea di Polk fu costituita nel 1844.